# أندري كوفال
اندري كوفال (بالأوكرانية: Коваль Андрій Анатолійович)‏ (6 ديسمبر 1983 ببيلا تسيركفا في أوكرانيا - ) هو لاعب كرة قدم أوكراني في مركز الهجوم. لعب مع نادي ميتاليست خاركيف وFC Arsenal-Kyivshchyna Bila Tserkva ‏ وFC Kharkiv ‏.

## روابط خارجية
- أندري كوفال على موقع اتحاد أوكرانيا (الإنجليزية)
- أندري كوفال على موقع قاعدة بيانات كرة القدم.إي يو (الإنجليزية)